# سعید چنگیزیان
سعید چنگیزیان (زادهٔ ۲۲ آذر ۱۳۵۶) بازیگر اهل ایران است. او فارغ‌التحصیل رشته کارگردانی از دانشگاه سینما و تئاتر است. چنگیزیان فعالیتش در سینما را از فیلم خداحافظ رفیق به کارگردانی بهزاد بهزادپور آغاز کرد.

## فیلم‌شناسی

### سینما
| سال  | نام                       | کارگردان                     |
| ---- | ------------------------- | ---------------------------- |
| ۱۴۰۰ | ۲۸۸۸                      | کیوان علیمحمدی علی‌اکبر حیدری |
| ۱۴۰۰ | تفریق                     | مانی حقیقی                   |
| ۱۳۹۸ | پیله آهنی                 | آرمین ایثاریان               |
| ۱۳۹۷ | جمشیدیه                   | یلدا جبلی                    |
| ۱۳۹۶ | چهارراه استانبول          | مصطفی کیایی                  |
| ۱۳۹۶ | شکستن همزمان بیست استخوان | جمشید محمودی                 |
| ۱۳۹۶ | گرگ‌بازی                   | عباس نظام‌دوست                |
| ۱۳۹۶ | آندرانیک                  | حسین مهکام                   |
| ۱۳۹۵ | گیلدا                     | امید بنکدار کیوان علیمحمدی   |
| ۱۳۹۵ | سارا و آیدا               | مازیار میری                  |
| ۱۳۹۴ | خشم و هیاهو               | هومن سیدی                    |
| ۱۳۹۲ | نقش نگار                  | علی عطشانی                   |
| ۱۳۹۱ | دهلیز                     | بهروز شعیبی                  |
| ۱۳۹۱ | آسمان زرد کم‌عمق           | بهرام توکلی                  |
| ۱۳۹۱ | دنیای بهتر                | بهروز شعیبی                  |
| ۱۳۹۰ | پذیرایی ساده              | مانی حقیقی                   |
| ۱۳۸۹ | دختر شاه پریون            | کامران قدکچیان               |

### تلویزیون
| سال  | نام                    | کارگردان          |
| ---- | ---------------------- | ----------------- |
| ۱۴۰۳ | هشت پا                 | احمد معظمی        |
| ۱۴۰۲ | ضد                     | ابراهیم شیبانی    |
| ۱۴۰۱ | گیلدخت                 | مجید اسماعیلی     |
| ۱۳۹۸ | برادرجان               | محمدرضا آهنج      |
| ۱۳۹۴ | گاهی به پشت سر نگاه کن | مازیار میری       |
| ۱۳۸۹ | توطئه فامیلی           | رامبد جوان        |
| ۱۳۸۳ | سریال تلویزیونی هشت‌پا  | علیرضا داوود نژاد |

### نمایش خانگی
| سال  | نام              | کارگردان         |
| ---- | ---------------- | ---------------- |
| ۱۴۰۳ | جزر و مد         | محمدحسین لطیفی   |
| ۱۴۰۳ | زخم کاری: مجازات | محمدحسین مهدویان |
| ۱۴۰۲ | زخم کاری: بازگشت | محمدحسین مهدویان |
| ۱۴۰۰ | زخم کاری         | محمدحسین مهدویان |

### تئاتر
- سندروم روسمر ۱۴۰۲
- پرده خانه، به کارگردانی گلاب آدینه، آبان ۱۴۰۱
- پدر ۱۴۰۱
- بچه ۱۳۹۸
- بی تابستان ۱۳۹۷
- اندرانیک ۱۳۹۶
- اولیور توئیست ۱۳۹۶
- ستوان اینیشمور ۱۳۹۴
- کلمه سکوت کلمه ۱۳۹۴
- شایعات ۱۳۹۲
- باغ آلبالو ۱۳۹۲
- تن‌تن و راز قصر مونداس ۱۳۹۱
- ایوانف ۱۳۹۰
- به خاطر یک مشت روبل ۱۳۸۸
- رؤیای نیمه شب پاییز ۱۳۸۵